# Modelo de Heisenberg (clássico)
O modelo clássico de Heisenberg é o caso {\displaystyle n=3} do modelo n-vetorial, um dos modelos usados em física estatística para modelar o ferromagnetismo e outros fenômenos.

## Definição
Pode ser formulado da seguinte forma:
pegue uma grade d-dimensional e um conjunto de spins do comprimento da unidade
{\displaystyle {\vec {s}}_{i}\in \mathbb {R} ^{3},|{\vec {s}}_{i}|=1\quad (1)},
cada um colocado em um nó da grade.
O modelo é definido através da seguinte hamiltoniana:
{\displaystyle {\mathcal {H}}=-\sum _{i,j}{\mathcal {J}}_{ij}{\vec {s}}_{i}\cdot {\vec {s}}_{j}\quad (2)}
com
{\displaystyle {\mathcal {J}}_{ij}={\begin{cases}J&{\mbox{se }}i,j{\mbox{ são vizinhos}}\\0&{\mbox{se não.}}\end{cases}}}
um acoplamento entre spins.